# Estátuas do Cristo Redentor
Estátuas do Cristo Rendentor, inspiradas no monumento do Cristo Redentor localizado no Rio de Janeiro, multiplicam-se pelas cidades do Brasil e do mundo.
As construções em geral são feitas de concreto armado. Algumas têm grande semelhança com a estátua carioca, mas frequentemente são incorporadas modificações. As escalas e qualidades artísticas das obras variam significativamente.

## No Brasil
| Município                  | Estado | Local                                     | Ano  | Altura da estátua (com a base) (m) | Largura da estátua (m) |
| -------------------------- | ------ | ----------------------------------------- | ---- | ---------------------------------- | ---------------------- |
| Águas de Lindóias          | SP     | Morro do Cruzeiro                         |      |                                    |                        |
| Amparo                     | SP     | Morro da Biquinha                         | 1966 | 12 (17,2)                          |                        |
| Avaré                      | SP     | Mirante do Cristo Redentor                |      |                                    |                        |
| Barra Velha                | SC     | Morro do Cristo                           |      |                                    |                        |
| Belo Horizonte             | MG     | Cristo do Barreiro                        | 1965 | 11,8 (15,8)                        | 13,5                   |
| Bom Jesus do Galho         | MG     | Cristo da Paz                             | 1998 | 30,2                               |                        |
| Campinas                   | SP     | Torre do Castelo                          | 1962 | 3                                  | 2                      |
| Caxambu                    | MG     | Mirante de Caxambu                        | 1961 | 15                                 |                        |
| Colatina                   | ES     | Estátua do Cristo Redentor                |      |                                    |                        |
| Artur Nogueira             | SP     | GreenCamp                                 | 1988 | 4                                  | 1,5                    |
| Cubatão                    | SP     | Parque Ecológico Cótia-Pará               |      |                                    |                        |
| Camboriú                   | SC     | Cristo Luz                                | 1997 | 33                                 | 22                     |
| Conselheiro Lafaiete       | MG     | Praça do Cristo                           | 1994 | 10                                 | 3                      |
| Currais Novos              | RN     | Monumento a Cristo Rei                    |      |                                    |                        |
| Marília                    | SP     | Mirante do Cristo                         | 2002 | 7                                  | 2                      |
| Elói Mendes                | MG     |                                           |      | 39,3                               |                        |
| Guaratuba                  | PR     | Morro do Cristo na Praia do Brejatuba     | 1953 | 8,30 (14,8)                        |                        |
| Macaúbas                   | BA     | Morro da Coruja                           | 2012 | 21                                 |                        |
| Morrinhos                  | GO     | Morro da Cruz                             | 1970 | ? (27)                             |                        |
| Poços de Caldas            | MG     | Parque Municipal da Serra de São Domingos | 1958 | 16 (30)                            |                        |
| Pouso Alegre               | MG     | Morro do Cristo Redentor (1200 m)         | 2000 | 33                                 |                        |
| Santa Filomena do Maranhão | MA     | Cajazeira                                 | 2016 | 4                                  |                        |
| Indaiatuba                 | SP     | Avenida Ário Barnabé                      | 2005 | 38,00                              |                        |
| São Pedro                  | SP     | Parque do Cristo                          |      |                                    |                        |
| Serra Negra                | SP     | Monumento ao Cristo Redentor              |      |                                    |                        |
| Socorro                    | SP     | Mirante do Cristo Redentor                |      |                                    |                        |
| Taubaté                    | SP     | Alto do Cristo Redentor                   |      |                                    |                        |
| Vinhedo                    | SP     | Cristo Redentor                           |      |                                    |                        |
| Cajazeiras                 | PB     | Morro do Cristo Rei                       |      |                                    |                        |
| Guaçui                     | ES     | Morro do Cristo                           |      |                                    |                        |
| Castro                     | PR     | Morro do Cristo                           |      |                                    |                        |
| Santo Antônio da Platina   | PR     | Morro do Bim                              |      |                                    |                        |
| São Carlos                 | SP     | Rotatória do Cristo                       | 1997 | 10,50 (15,00)                      |                        |
| São José do Rio Pardo      | SP     | Morro do Cristo                           | 1947 | 12,50 (17,00)                      |                        |
| Mimoso do Sul              | ES     | Mirante do Cristo                         | 1982 |                                    |                        |
| Encantado                  | RS     | Morro das Antenas                         | 2021 | 37,50 (43,50)                      |                        |
| Francisco Beltrão          | PR     | Morro do Calvário                         | 1992 |                                    |                        |
| Sobral                     | CE     | Alto do Cristo                            | 1939 | 28,00                              |                        |
| São Sebastião do Paraíso   | MG     | Morro do Baú                              | 2006 | 16,00                              |                        |
| Castanhal                  | PA     | Praça do Cristo Redentor                  | 1982 | 24,00                              |                        |

## Fora do Brasil
| Cidade/Estado     | País           | Local                                | Ano  | Altura da estátua (com a base) (m) | Largura da estátua (m) |
| ----------------- | -------------- | ------------------------------------ | ---- | ---------------------------------- | ---------------------- |
| Almada, Lisboa    | Portugal       | Santuário Nacional de Cristo Rei     | 1959 | 28 (110,00)                        | 16                     |
| Cali              | Colômbia       | Cerro do Cristo Rey                  | 1953 | 21                                 |                        |
| Cochabamba        | Bolívia        | Cerro San Pedro                      | 1994 | 33,8                               |                        |
| Ilha Madeira      | Portugal       | Ponta do Garajau                     | 1927 | 14                                 |                        |
| Rampur            | Índia          | Rohit                                | 2019 | 5                                  |                        |
| Klin              | Eslováquia     | Cerro Grapa                          | 2008 | 9,5                                | 7                      |
| Miami             | Estados Unidos | Virginia Key Beach Park              | 1995 | 3                                  | 2                      |
| Lima              | Peru           | Distrito de Chorrillos               | 2011 | 15                                 |                        |
| Torreón, Coahuila | México         | Cerro de las Noas                    | 2000 |                                    |                        |
| Tuxtla Gutiérrez  | México         | Cristo de Chiapas (ou de Copoya)     | 2011 | 62                                 |                        |
| Yungay            | Peru           | Cemitério de Yungay                  | 1965 |                                    |                        |
| Havana            | Cuba           | Fortaleza de San Carlos de la Cabaña | 1958 | 20                                 |                        |
| Swiebodzin￼       | Polônia        | Rodovia Varsóvia a Berlim            | 2010 | 33 (52,50)                         |                        |